# Света Троїца (Блоке)
Света Троїца (словен. Sveta Trojica) — поселення в общині Блоке, Регіон Нотрансько-крашка, Словенія. Висота над рівнем моря: 738,3 м.